# رهاب الدم

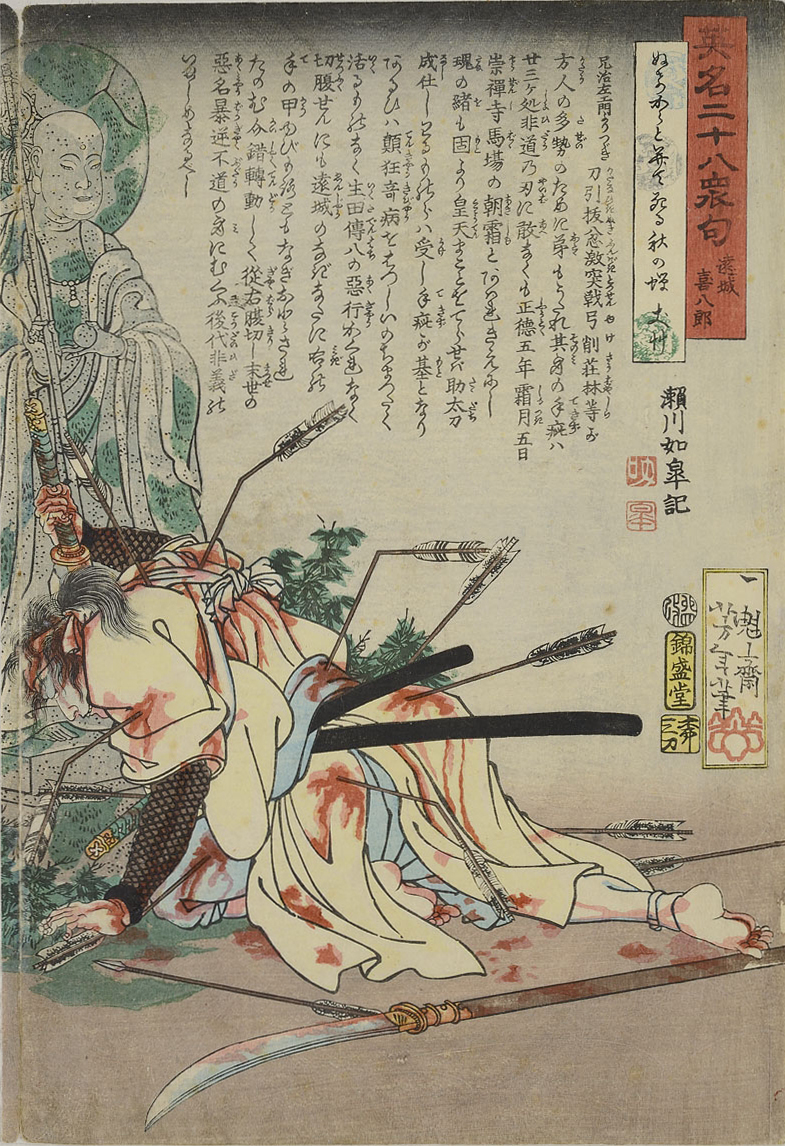

رُهابُ الدم أو هيموفوبيا (بالإنجليزية: Hemophobia or Haemophobia)‏ هو مرض رهاب أو الخوف المرضي من منظر الدم، ويمكن أن تتسبب الحالات الشديدة من هذا الخوف المرضي في ردود أفعالٍ جسدية لا تظهر في معظم الفئات الأخرى من الرهاب، وعلى وجه التحديد الإغماء الوعائي المبهمي، ويمكن أن تحدث ردود أفعالٍ مماثلة مع مرضي فوبيا الحُقَنِ وفوبيا الكدمات، لهذا السبب، يصنف الدليل التشخيصي والإحصائي للاضطرابات النفسية (DSM-IV) هذه الأنواع من الرهاب ضمن فئة "فوبيا الدم والحقن والإصابات، وتشير بعض النصوص الأقدم إلى هذه الفئة باسم "فوبيا الدم والإصابة والمرض."

## أصل الكلمة
من الكلمتين اليونانيتين (αἷμα) «هيما» (haima), «أي دم» و (φόβος) «فوبوس» (phobos), «أي خوف»)
غالبًا ما تتسبب الصدمة المباشرة أو غير المباشرة في الطفولة أو المراهقة في الإصابة بمرض فوبيا الدم، وعلى الرغم أن البعض اقترح احتمالية وجود سبب جيني يسبب هذا النوع من الخوف، تقترح دراسةٌ عن توأمين أنَّ التَعَلّم الاجتماعي والأحداث المؤلمة أو الصادمة تُعد لب المشكلة الأساسي وليس الأسباب الوراثية أو الجينية،

## العلاج
يُعد النهج المعتاد للمعالجة هو نفسه الذي يتبع في علاج فئات الرهاب الأخرى، ويشمل ذلك العلاج المعرفي السلوكي، وإزالة التحسس، وأيضًا بعض الأدوية التي تساعد في التغلب على الشعور بالقلق وعدم الراحة، وفي السنوات الأخيرة، لقيت التقنية المعروفة باسم التوتر التطبيقي (applied tension) استحسانًا متزايدًا كمعالجةٍ فعالة في كثيرٍ من الأحيان لفوبيا الدم فيما يتعلق بانخفاض ضغط الدم والإغماء؛ حيث يتم زيادة الضغط على العضلات في محاولةٍ لزيادة ضغط الدم.

## في الثقافة الشعبية
في المسلسل البريطاني الكوميدي دكتور مارتن (Doc Martin)، تظهر شخصية البطل في صورة الدكتور «مارتن إلنغهام» (Martin Ellingham)، وهو جراحُ أوعيةٍ دموية يتميز بالذكاء والفطنة في «إمبريال كوليدج لندن»، حيث تظهر عليه أعراض فوبيا الدم (أو الخوف الشديد من الدماء)، وكنتيجةٍ لذلك يُجْبَرُ على التوقف عن ممارسة مهنة الجراحة.